# 賃金の支払の確保等に関する法律
賃金の支払の確保等に関する法律（ちんぎんのしはらいのかくほとうにかんするほうりつ、昭和51年5月27日法律第34号）は、賃金の支払等の適正化に関する日本の法律である。略称は賃金支払確保法、賃確法。
賃金は、労働契約の基本的な要素であり、また、労働者とその家族の生活の源資であることから、賃金未払という事態は本来起こってはならないものである。そのため、労働基準法において、使用者の賃金支払について各種の規制を加え、その履行について、労働基準監督機関が監督・指導を行ってきたところであり、現に、それによって解決された賃金未払事案も少くない。しかしながら、これまでは、賃金の支払を実質的に確保する手段に欠ける面があり、企業の倒産により、事業主に支払能力がない場合については、どうしても解決できなかったのが従来の実情であり、これに対する具体的な救済措置の創設が必要であるとされていた。本法は、以上のような実情に対処するため、本来事業主の基本的な責務である賃金支払についての規制を民事的にも刑事的にも強化するとともに、事業主の責任で退職手当の未払、貯蓄金の未返還を予防するための措置を講じさせ、併せて、企業の倒産に伴い賃金の支払を受けることが困難になった労働者に対する保護措置を講じ、もって、労働者の生活の安定に資することを目的として制定されたものである（昭和51年6月28日発基92号）。本法制定前に第1次オイルショック等により企業倒産、賃金未払及び貯蓄金の未返還の発生件数が高水準で推移している実情にあった。

## 構成
- 第一章　総則（第1条・第2条）
- 第二章　貯蓄金及び賃金に係る保全措置等（第3条―第6条）
- 第三章　未払賃金の立替払事業（第7条―第9条）
- 第四章　雑則（第10条―第16条）
- 第五章　罰則（第17条―第20条）
- 附則

## 目的・定義
この法律は、景気の変動、産業構造の変化その他の事情により企業経営が安定を欠くに至った場合及び労働者が事業を退職する場合における賃金の支払等の適正化を図るため、貯蓄金の保全措置及び事業活動に著しい支障を生じたことにより賃金の支払を受けることが困難となった労働者に対する保護措置その他賃金の支払の確保に関する措置を講じ、もって労働者の生活の安定に資することを目的とする（第1条）。
この法律において「賃金」とは、労働基準法第11条に規定する賃金をいい、「労働者」とは、労働基準法第9条に規定する労働者（同居の親族のみを使用する事業又は事務所に使用される者及び家事使用人を除く）をいう（第2条）。

## 貯蓄金及び賃金に係る保全措置等
事業主（国及び地方公共団体を除く。以下同じ。）は、労働者の貯蓄金をその委託を受けて管理する場合において、貯蓄金の管理が労働者の預金の受入れであるときは、厚生労働省令で定める場合を除き、毎年3月31日における受入預金額について、同日後一年間を通ずる貯蓄金の保全措置を講じなければならない（第3条）。
事業主は、労働契約又は労働協約、就業規則その他これらに準ずるものにおいて労働者に退職手当を支払うことを明らかにしたときは、当該退職手当の支払に充てるべき額として厚生労働省令で定める額について、第3条の厚生労働省令で定める措置に準ずる措置を講ずるように努めなければならない（第5条）。

## 監督・特例等
労働基準監督署長及び労働基準監督官は、厚生労働省令で定めるところにより、この法律の施行に関する事務をつかさどる（第10条）。労働基準監督官は、この法律の規定に違反する罪について、刑事訴訟法の規定による司法警察員の職務を行う（第11条）。
船員法の適用を受ける船員に関しては、この法律に規定する都道府県労働局長若しくは労働基準監督署長又は労働基準監督官の権限に属する事項は、地方運輸局長（運輸監理部長を含む。）又は船員労務官が行うものとする（第16条）。